# Duub Cas
Duub Cas (Boinas Vermelhas) foram as forças especiais do regime somali de Siad Barre, uma unidade militar de elite recrutada entre membros do clã Marehan e comandada pelo filho mais velho de Barre. Estas forças marcaram o início da revolução somali (1986-1992) ao entrar em conflito com alguns clãs opositores ao regime.
Os Boinas Vermelhas seriam responsáveis pela repressão a resistência armada e organizada ao governo de Siad Barre e pela perseguição os clãs Majeerteen, Hawiye e Isaaq.